# Enveloppe i-DEPOT
Pour les articles homonymes, voir Dépôt.
En Belgique, aux Pays-Bas et au Luxembourg, l'Enveloppe i-DEPOT est un moyen permettant de prouver la paternité d'une invention.
L'Enveloppe i-DEPOT, tout comme l'enveloppe Soleau, ne confère aucun droit, mais un moyen de preuve fiable et recevable prouvant l'authenticité de la date de l'invention. Son contenu est certifié par l'OBPI, conservé 5 ans ou plus et tenu secret. Au bout de cette échéance, la version stockée par l'OBPI est détruite, mais la certification reste valide, sur la copie que l'auteur aura conservée sur une durée illimitée.
Elle remplace ainsi un acte notarial du même type et est une solution très économique par rapport aux autres alternatives existantes.
Disponible sous 2 formes:
- i-DEPOT sous forme d'enveloppe

Enveloppe carton scellée à deux volets de format A5 environ. Elle permet au maximum de stocker un disque dur fin.
- i-DEPOT sous forme électronique

Fonctionne avec un certificat électronique. La démarche d'enregistrement des documents se fait en ligne, ainsi que le payement. Toute personne, particulier, entreprise ou office mandataire peuvent faire cette démarche.

## Équivalents
- Enveloppe Soleau
- Acte notarial
- Acte auprès de l'Administration de l'Enregistrement et des Domaines